# I liga paragwajska w piłce nożnej (1940)
Mistrzem Paragwaju został klub Cerro Porteño, natomiast wicemistrzem Paragwaju – Club Sol de América.
Mistrzostwa rozegrano systemem każdy z każdym mecz i rewanż. Najlepszy w tabeli klub został mistrzem Paragwaju.
Z ligi nikt nie spadł i nikt do niej nie awansował.

## Primera División

### Wyniki
| Mecz |
| --- |
| Club Olimpia – Atlántida SC 2:1 Klubowi Club Olimpia po meczu odebrano 2 punkty i przyznano je klubowi Atlántida – po 4 latach, w 1944 roku, cofnięto tę decyzję. |

### Tabela końcowa sezonu 1940
| Poz | Klub                  | Punkty |
| --- | --------------------- | ------ |
| 1   | Cerro Porteño         | 34     |
| 2   | Club Sol de América   | 22     |
| 3   | Club Guaraní          | 21     |
| 4   | Club Libertad         | 19     |
| 5   | Club Nacional         | 19     |
| 6   | Sportivo Luqueño      | 19     |
| 7   | Atlético Corrales     | 19     |
| 8   | Club River Plate      | 17     |
| 9   | Club Presidente Hayes | 17     |
| 10  | Club Olimpia          | 16*    |
| 11  | Atlántida SC          | 15*    |

Przez 4 lata, od roku 1940 do 1944 w oficjalnej tabeli sezonu 1940 klub Club Olimpia z 14 zdobytymi punktami zajmował ostatnie miejsce. Zmieniło się to, gdy w roku 1944 cofnięto decyzję, która zabierała klubowi Club Olimpia 2 punkty i przyznawała je klubowi Atlántida SC. Odtąd klub Atlántida SC ma nie 17, a 15 punktów i w oficjalnej tabeli sezonu 1940 zajmuje ostatnie miejsce.

## Klasyfikacja strzelców w sezonie 1940
| Gole | Piłkarz     | Klub          |
| ---- | ----------- | ------------- |
| 30   | José Vinsac | Cerro Porteño |